# Afar (Sprache)
Afar (Eigenbezeichnung Qafar-áf oder ʿAfar-áf) ist eine Sprache aus dem kuschitischen Zweig der afroasiatischen Sprachfamilie, die von rund eineinhalb Millionen Menschen vom Volk der Afar in Äthiopien, Eritrea und Dschibuti gesprochen wird.
Das Afar ist eng verwandt mit dem Saho. Im nördlichen Bereich des Afar-Gebietes bestehen Kontakte zu den Saho, und durch Mischehen und die räumliche Nähe kommt es zu gegenseitiger Beeinflussung dieser Sprachen, sodass manchmal auch von „Afar-Saho“ als einer einzigen Sprache die Rede ist. Dies entspricht jedoch nicht der linguistischen Realität und dem Selbstverständnis der Sprecher.
Afar hat eine Wortstellung der Form Subjekt-Objekt-Verb. Die Betonung ist bedeutungsunterscheidend, beispielsweise zwischen áwka ‚Junge‘ und awká ‚Mädchen‘.

## Alphabetisierung
Die Sprache wird seit je mündlich überliefert, einschließlich einer umfangreichen Dichtkunst. Es existiert sehr wenig gedrucktes Material auf Afar. Der Alphabetisierungsgrad der Afar-Sprecher ist mit einem Prozent in ihrer Muttersprache und drei Prozent in einer Zweitsprache (meist Arabisch) sehr gering.
Sprachwissenschaftler streben eine Standardisierung der Sprache an, um ihre Verschriftung und die Alphabetisierung ihrer Sprecher zu fördern. Entsprechende Bemühungen werden vom Institut des Langues de Djibouti, dem Bildungsministerium von Eritrea und dem Afar Language Studies & Enrichment Center in Äthiopien unterstützt. Bereits ab 1976 hatten die beiden Afar Ḥámad ʿAbdallah Ḥámad Dimis und ʿAbdulkāder Maḥámmed Rēdó eine Afar-Orthographie für das lateinische Alphabet entwickelt, die seither für offizielle Zwecke, für Zeitungen und private Briefe Verwendung findet.

## Verwendung
In der Afar-Region Äthiopiens wird Afar zum Teil als Unterrichtssprache in den wenigen Schulen verwendet, Arbeitssprache der Region war jedoch zunächst Amharisch. 2010 nennt die Website des äthiopischen Parlaments Afar als regionale Arbeitssprache. Seit 2008 gibt es ein Afar-Programm im äthiopischen Fernsehen.
In Eritrea ist Afar neben acht anderen „Nationalsprachen“ offiziell anerkannt, de facto werden aber hauptsächlich Tigrinya und Arabisch für offizielle Zwecke verwendet. Es gibt Sendungen auf Afar im nationalen Radiosender und eine Übersetzung der Verfassung. Als Unterrichtssprache bevorzugen die Afar anstelle von Afar oft Arabisch, das als Zweit- und Verkehrssprache verbreitet ist.
In Dschibuti gewinnt das Französische an Bedeutung, da es Amtssprache ist und entsprechend in den Schulen verwendet wird. Die offizielle Sprach- und Bildungspolitik verfolgt das Ziel, den Unterricht auf Französisch wie auch auf Somali und Afar – den Muttersprachen der meisten Dschibutier – und auf Arabisch abzuhalten, faktisch ist Französisch jedoch fast alleinige Bildungssprache. Die französische Sprache hat auch das in Dschibuti gesprochene Afar beeinflusst. Das nationale Radio sendet in allen vier Sprachen. In islamischen (Schari'a-) und gewohnheitsrechtlichen Gerichten, die neben der nach französischem Vorbild funktionierenden Justiz bestehen, werden vor allem Arabisch, Somali und Afar verwendet.

## Phonetik
|             |             | Labial | Alveolar | Retroflex | Palatal | Velar | Pharyngal | Glottal |
| ----------- | ----------- | ------ | -------- | --------- | ------- | ----- | --------- | ------- |
| Plosiv      | stimmlos    |        | t [⁠t⁠]    |           |         | k [⁠k⁠] |           |         |
| Plosiv      | stimmhaft   | b [⁠b⁠]  | d [⁠d⁠]    | x [⁠ɖ⁠]     |         | g [⁠ɡ⁠] |           |         |
| Frikativ    | stimmlos    | f [⁠f⁠]  | s [⁠s⁠]    |           |         |       | c [⁠ħ⁠]     | h [⁠h⁠]   |
| Frikativ    | stimmhaft   |        |          |           |         |       | q [⁠ʕ⁠]     |         |
| Nasal       | Nasal       | m [⁠m⁠]  | n [⁠n⁠]    |           |         |       |           |         |
| Approximant | Approximant | w [⁠w⁠]  | l [⁠l⁠]    |           | y [⁠j⁠]   |       |           |         |
| Tap         | Tap         |        | r [⁠ɾ⁠]    |           |         |       |           |         |

### Vokale
- kurz
  - a [⁠ʌ⁠]
  - e [⁠e⁠]
  - i [⁠i⁠]
  - o [⁠o⁠]
  - u [⁠u⁠]

- lang
  - aa [⁠aː⁠]
  - ee [⁠eː⁠]
  - ii [⁠iː⁠]
  - oo [⁠oː⁠]
  - uu [⁠uː⁠]

## Beispiele
| Afar      | Deutsch        |
| --------- | -------------- |
| aagimiyya | ignorieren     |
| yalla     | Gott           |
| aaliyya   | haben          |
| baabur    | Auto           |
| baal      | Straußenfedern |
| yoo       | ich            |
| baada     | Welt           |
| haffoyta  | eine Welle     |
| bada      | Meer           |
| gili      | Daumen         |
| gita      | Pfad           |
| xiba      | Narbe          |
| xiiba     | Predigt        |
| laaqo     | Osten          |
| boodo     | Loch           |
| gasu      | Büffel         |
| wakri     | Fuchs          |
| yangula   | Hyäne          |
| goroyya   | Strauß         |
| boolu     | hundert        |
| uli       | keine          |
| nanu      | wir            |
| buuku     | Buch           |